# Lygodactylus lawrencei
Lygodactylus lawrencei (карликовий гекон Лоуренса) — вид геконоподібних ящірок родини геконових (Gekkonidae). Мешкає в Анголі і Намібії. Вид названий на честь південноафриканського зоолога Реджинальда Фредеріка Лоуренса.

## Опис
Довжина карликових геконів Лоуренса (без врахування хвоста) становить 30-32 мм. Верхня частина тіла попелясто-сіра, поцяткована тонкими, пунктирними темними смугами. Нижня частина тіла біла.

## Поширення і екологія
Карликові гекони Лоуренса мешкають на південному заході Анголи, в провінції Намібе, та в регіоні Каоковельд на північному заході Намібії. Вони живуть в сухих чагарникових заростях, напівпустелях та кам'янистих сухих саванах. Зустрічаються на висоті від 100 до 1500 м над рівнем моря. Відкладають яйця.